# Hans Kraml
Hans Kraml (* 1950) ist ein österreichischer römisch-katholischer Philosoph.

## Leben
Nach der Dissertation über sprachphilosophische Probleme in der Rede von Gott und der Habilitation aus der Mediävistik wurde er Dozent für Philosophie an der Universität Innsbruck. Am 1. Januar 2016 wurde er pensioniert.
Seine Arbeitsschwerpunkte sind Sprachphilosophie, Handlungstheorie, Kulturtheorie, Edition von Texten zur Philosophie und Theologie des Mittelalters.
Er ist verheiratet mit Martina Kraml.

## Schriften (Auswahl)
- Die Rede von Gott sprachkritisch rekonstruiert aus Sentenzenkommentaren (= Innsbrucker theologische Studien. Band 13). Tyrolia-Verlag, Innsbruck/Wien 1984, ISBN 3-7022-1522-0 (zugleich Dissertation, Innsbruck 1981).
- als Herausgeber: Guillelmus de la Mare: Scriptum in primum librum Sententiarum (= Veröffentlichungen der Kommission für die Herausgabe ungedruckter Texte aus der mittelalterlichen Geisteswelt. Band 15). Beck, München 1989, ISBN 3-7696-9015-X.
- als Herausgeber: Guillelmus de la Mare: Scriptum in secundum librum Sententiarum (= Veröffentlichungen der Kommission für die Herausgabe ungedruckter Texte aus der mittelalterlichen Geisteswelt. Band 18). Beck, München 1995, ISBN 3-7696-9018-4.
- als Herausgeber: Johannes Duns Scotus: Über die Erkennbarkeit Gottes. Texte zur Philosophie und Theologie. Lateinisch – Deutsch (= Philosophische Bibliothek. Band 529). Meiner, Hamburg 2000, ISBN 3-7873-1544-6.
- als Herausgeber: Guillelmus de la Mare: Quaestiones in tertium et quartum librum sententiarum (= Veröffentlichungen der Kommission für die Herausgabe ungedruckter Texte aus der mittelalterlichen Geisteswelt. Band 22). Beck, München 2001, ISBN 3-7696-9022-2.
- mit Gerhard Leibold: Wilhelm von Ockham (= Zugänge zum Denken des Mittelalters. Band 1). Aschendorff, Münster 2003, ISBN 3-402-04630-X.
- als Herausgeber mit Gerhard Leibold: Wilhelm von Ockham: Probleme der Metaphysik. Lateinisch – Deutsch (= Herders Bibliothek der Philosophie des Mittelalters. Band 30). Herder, Freiburg/Basel/Wien 2012, ISBN 3-451-34129-8.